# Hephaestion bullocki
Hephaestion bullocki är en skalbaggsart som beskrevs av Cerda 1968. Hephaestion bullocki ingår i släktet Hephaestion och familjen långhorningar. Inga underarter finns listade i Catalogue of Life.